# Jacques Maurice Faivre
Dom Jacques Maurice Faivre (Lyon, 11 de agosto de 1934 - 13 de agosto de 2010) foi o bispo de Le Mans de 1997 a 2008.

## Biografia
Ele entrou para o seminário de Francheville, no departamento de Rhône, antes de iniciar seus estudos na universidade em Lyon, onde obteve graduação em teologia. Foi ordenado presbítero para a Arquidiocese de Lyon em 29 de junho de 1960. Começou sua carreira como ministro paroquial durante nove anos antes de se dedicar por quinze anos como capelão de escolas. Em 1984, foi nomeado cura das paróquias de Notre-Dame-de-Saint-Vincent e de Saint-Paul, em Lião, e ascendeu a bispo-auxiliar de Lyon em 11 de abril de 1992. Foi consagrado em 14 de junho de 1992, na Catedral de Lyon, pelo cardeal Albert Decourtray. Foi nomeado bispo diocesano de Le Mans em 29 de julho de 1997, sendo empossado no dia 3 de setembro para ser entronizado em 21 de setembro de 1997, com o abade Jean Brégeon como seu auxiliar e vigário-geral.
Na linhagem episcopal e na sucessão apostólica, ele sucede a Albert Florent Augustin Decourtray, arcebispo de Lyon, que morreu em 1994.
Em 27 de março de 2008, ele informou que o Papa de sua renúncia por motivos de saúde. A aceitação de sua resignação foi adiada por várias semanas, para que ele participasse da assembleia diocesana de Pentecostes de 2008. Em 3 de julho, sua saída foi oficialmente anunciada pelo Vaticano. Ele morreu dois anos depois, em 13 de agosto de 2010.
Durante sua carreira, ele oficiou o processo de beatificação de Basílio Antônio Maria Moreau, no centro de Antares, em Le Mans, em 5 de setembro de 2007, na presença de trinta bispos e arcebispos e do legado do Papa Bento XVI, monsenhor Martins. Esta foi a primeira beatificação a acontecer fora do Vaticano sem a presença do papa. Em 21 de dezembro de 2005, ele deu início ao processo diocesano para a beatificação e canonização de Dom Guéranger, liturgista e restaurador da Ordem Beneditina de Solesmes.

## Galeria

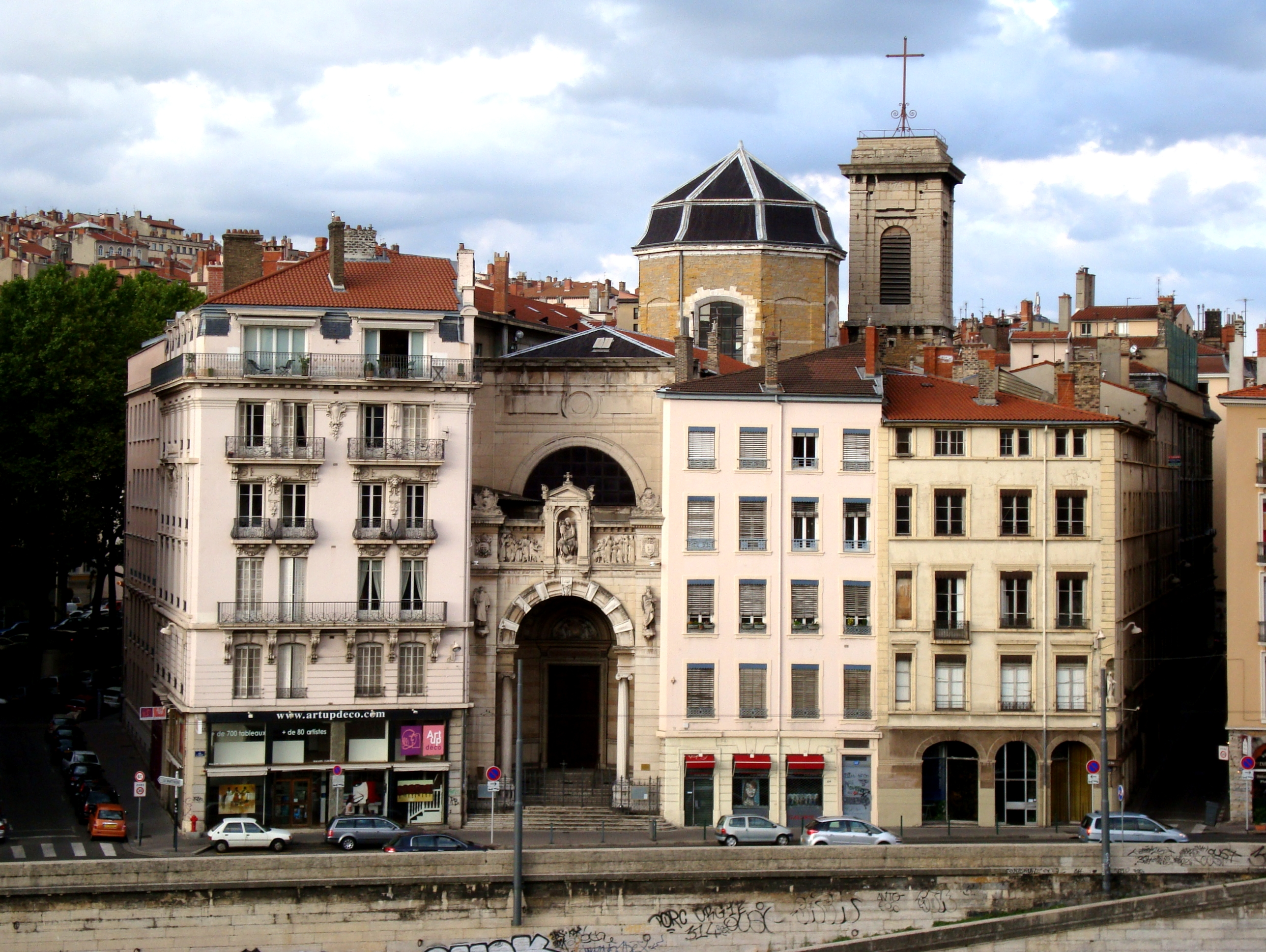
Igreja Matriz de Notre Dame de Saint Vincent, onde Faivre serviu como cura.
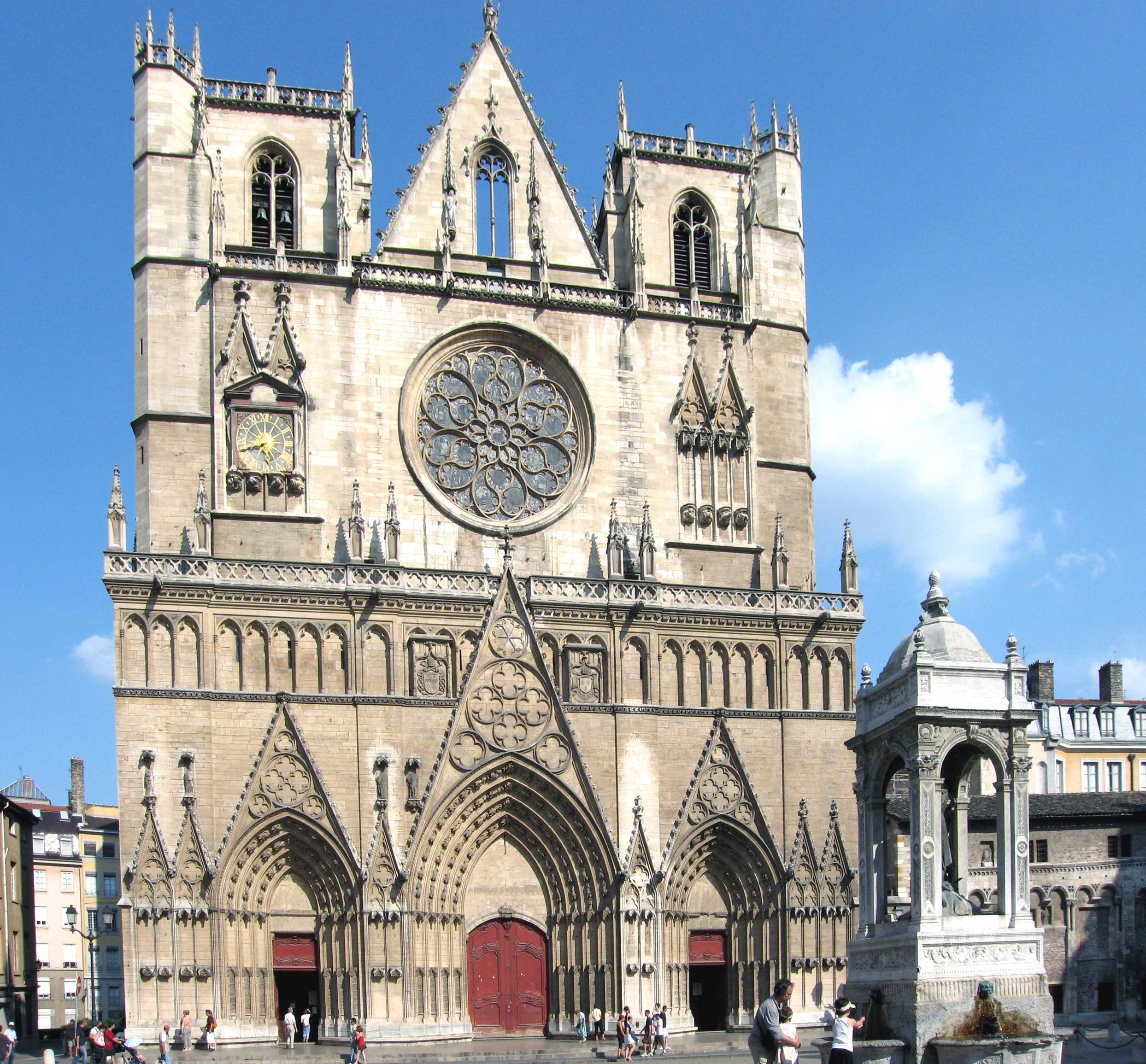
Catedral de São João de Lião, local da consagração episcopal de Dom Faivre.
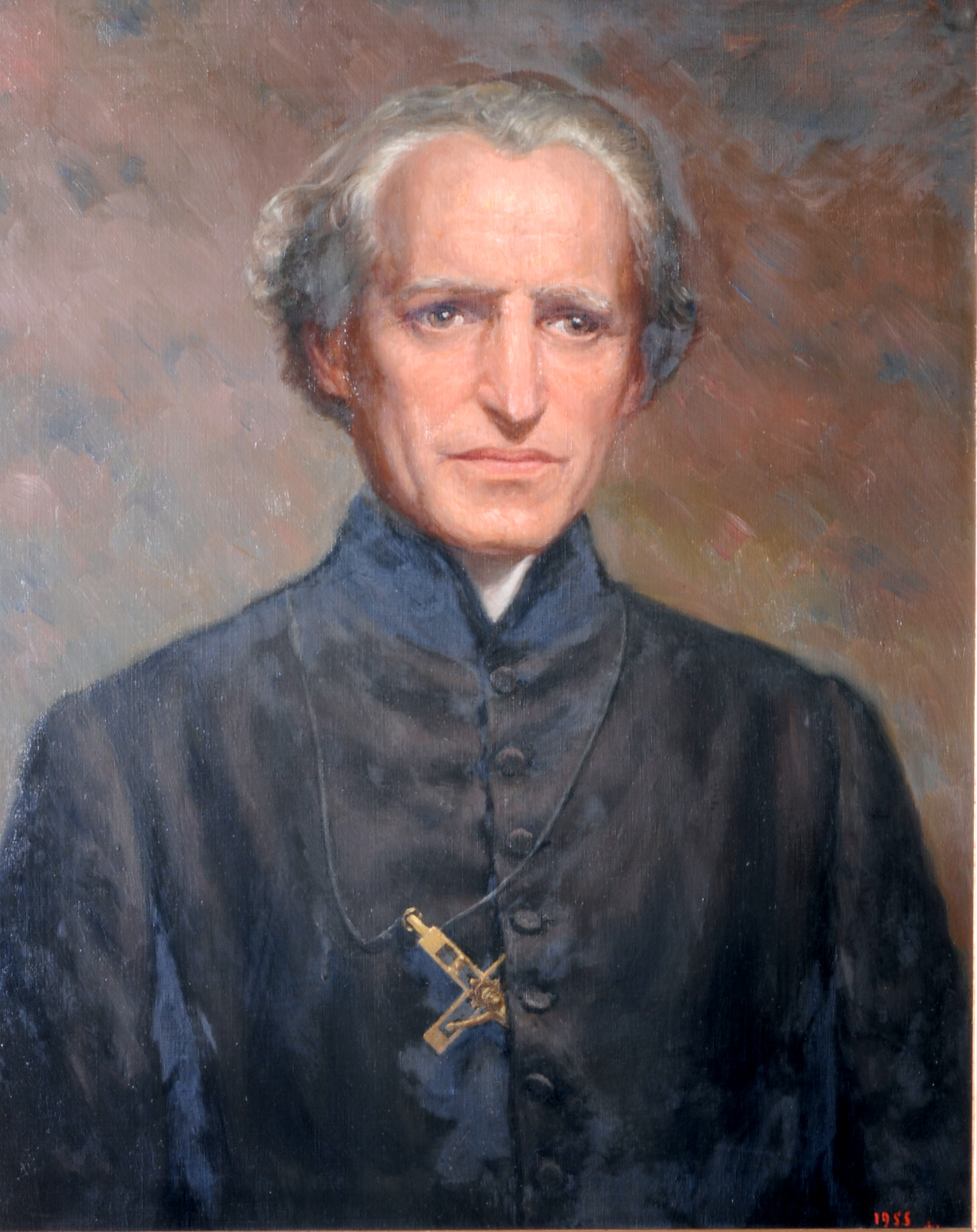
O Bem-Aventurado Basílio Moreau.
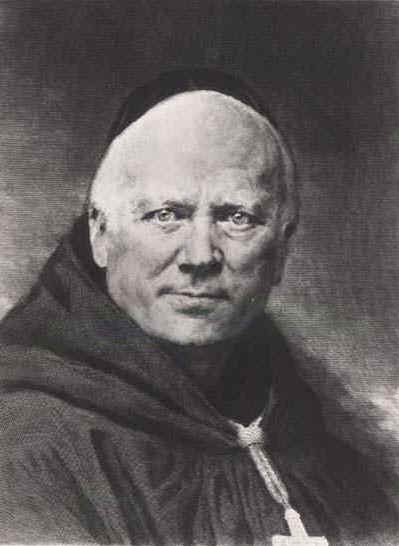
O Servo de Deus Dom Próspero Guéranger.